# Бромид тантала(III)
Бромид тантала(III) — неорганическое соединение, соль металла тантала и бромистоводородной кислоты с формулой TaBr3, 
зелёные кристаллы, 
растворяется в воде.

## Получение
- Восстановление бромида тантала(V) водородом:

{\displaystyle {\mathsf {TaBr_{5}+H_{2}\ {\xrightarrow {700^{o}C}}\ TaBr_{3}+2HBr}}}
- Действие бромистого водорода на нагретый тантал:

{\displaystyle {\mathsf {2Ta+6HBr\ {\xrightarrow {550^{o}C}}\ 2TaBr_{3}+3H_{2}}}}

## Физические свойства
Бромид тантала(III) образует зелёные кристаллы, растворимые в воде, метаноле и этаноле, плохо растворим в диэтиловом эфире.

## Химические свойства
- Во влажном воздухе быстро окисляется:

{\displaystyle {\mathsf {2TaBr_{3}+O_{2}+3H_{2}O\ {\xrightarrow {}}\ Ta_{2}O_{5}+6HBr}}}
- Реагирует с горячей водой:

{\displaystyle {\mathsf {2TaBr_{3}+6H_{2}O\ {\xrightarrow {}}\ 2TaO_{2}\cdot 2H_{2}O+6HBr+H_{2}}}}